# Sandy Wexler
Sandy Wexler is een Amerikaanse filmkomedie uit 2017 die geregisseerd werd door Steven Brill. De hoofdrollen worden vertolkt door Adam Sandler, Jennifer Hudson, Kevin James en Terry Crews. De film en het titelpersonage zijn gedeeltelijk gebaseerd op Sandlers eigen belangenvertegenwoordiger, Sandy Wernick, die in de film ook een kleine rol vertolkt.

## Verhaal
Verschillende beroemde komieken halen herinneringen op aan Sandy Wexler, een excentrieke zaakwaarnemer die in de jaren 1990 in Los Angeles een groepje ongetalenteerde artiesten begeleidde.
Met zijn opvallende kledingstijl en klungelig gedrag straalt Sandy niet meteen bekwaamheid uit, maar hij is zeer toegewijd en doet alles voor zijn cliënten. Wanneer hij op een dag moet babysitten op de dochtertjes van een cliënte ontdekt hij in een pretpark de zeer getalenteerde zangeres Courtney Clarke. Sandy is zwaar onder de indruk en legt haar meteen onder contract. Maar hoe populairder Courtney wordt, hoe minder Sandy de geschikte persoon lijkt om haar te begeleiden.

## Rolverdeling
| Acteur          | Personage              |
| --------------- | ---------------------- |
| Adam Sandler    | Sandy Wexler           |
| Jennifer Hudson | Courtney Clarke        |
| Kevin James     | Ted Rafferty           |
| Terry Crews     | 'Bedtime' Bobby Barnes |
| Colin Quinn     | Kevin Connors          |
| Nick Swardson   | Gary Rodgers           |
| Jackie Sandler  | Amy Baskin             |
| Rob Schneider   | Firuz                  |
| Lamorne Morris  | Bling                  |
| Aaron Neville   | Willy Clarke           |
| Jane Seymour    | Cindy Marvelle         |
| Sandy Wernick   | Peter Marvelle         |
| Luis Guzmán     | Oscar                  |

De film bevat ook cameo's van onder meer Chris Rock, Conan O'Brien, Jay Leno, Judd Apatow, Jimmy Kimmel, Dana Carvey, Jon Lovitz en Mike Judge (als Beavis and Butt-head).

## Productie
Het titelpersonage werd door scenarist en hoofdrolspeler Adam Sandler gebaseerd op zijn eigen manager, Sandy Wernick. Daarnaast vertoont de film veel gelijkenissen met Woody Allens komedie Broadway Danny Rose (1984), waarin een groep komieken eveneens terugblikken op de carrière van een tweederangs impresario.
Op 20 juli 2016 werd Jennifer Hudson gecast als het hoofdpersonage Courtney Clarke. Enkele dagen later werden ook Kevin James, Terry Crews, Rob Schneider, Colin Quinn en Nick Swardson aan de cast toegevoegd. Op 2 augustus 2016 gingen de opnames van start in Los Angeles.
Op 7 april 2017 ging de film in première in Los Angeles. Een week later werd de film gelanceerd op de streamingdienst Netflix. Sandy Wexler kreeg overwegend negatieve recensies. Op Rotten Tomatoes heeft de film een waarde van 28% en een gemiddelde score van 4,3/10, gebaseerd op 18 recensies. Op Metacritic heeft de film een gemiddelde score van 40/100, gebaseerd op 8 recensies.